# إسحاق بواكي
إسحاق بواكي (بالإنجليزية: Isaac Boakye)‏ (21 سبتمبر 1984 بغانا - ) هو لاعب كرة قدم غاني في مركز الدفاع. لعب مع نادي إيدوبياس يونايتد الجديد ونادي شيراغ يونايتد كيرلا وReal Sportive ‏.

## وصلات خارجية
- إسحاق بواكي على موقع Soccerway.com (الإنجليزية)